# Lamptra
Lamptra (in greco antico: Λάμπτρα o Λάμπρα?, Lámptra o Lámpra) era il nome di due demi dell'Attica (Lamptra superiore, in greco antico: Λάμπτρα καθύπερθεν?, Lámptra kathúperthen, e Lamptra inferiore o marittima, in greco antico: Λάμπτρα ὑπένερθεν o παράλιος?, Lámptra hypénerthen o parálios), situati a sud di Atene tra i demi di Anagirunte, Tore ed Egilia.

## Collocazione
Lamptra superiore si trovava probabilmente presso l'attuale Lamptres, alle pendici sud-orientali del monte Imetto a circa cinque km dal mare, mentre Lamptra inferiore si trovava presso l'attuale Kitsi, sulla costa.

## Descrizione
A Lamptra si trovava la tomba di Cranao, qui volto in fuga da Anfizione: si pensa che la sepoltura fosse all'interno dell'antica necropoli Micenea di Kiapha Thiti.
Lamptra inferiore ospitava una sorgente, dedicata alle ninfe, e gli abitanti dovevano pagare un obolo all'anno alle divinità per poterne bere l'acqua, più un altro obolo per ogni anfora per altri usi. Chi veniva scoperto a bere senza pagare veniva multato a cinque dracme e chi portava via dell'acqua senza pagare il sovrapprezzo doveva pagare cinquanta dracme.